# ديزموند ماكنزي
ديزموند ماكنزي (بالإنجليزية: Desmond McKenzie)‏ هو سياسي جامايكي، ولد في 1 ديسمبر 1952. حزبياً، نشط في حزب العمال الجامايكي.